# Хаа
Хаа, або Ха (дзонґ-ке ཧཱ / ཧས) — місто в Бутані, адміністративний центр дзонгхагу Хаа.
Місто розташоване на заході «Сандалового королівства» біля Сіккіму в долині річки Хаа. Основу економіки становить вирощування рису. До міста веде підйом від Паро через перевал Челе-ла (3810 м) зі спуском в долину Хаа.
Населення міста становить 2495 осіб (перепис 2005 року), а за оцінкою 2012 року — 2773 осіб.
У місті є два буддійських храми Лакханг-Карпо (Білий храм) і Лакханг-Нагпо (Чорний храм), які, згідно з легендою, побудував тибетський цар Сронцангамбо в VII столітті. Вони входять до числа 108 храмів, призначених для знешкодження демониці, що покрила Гімалаї. Хаа відвідував також Падмасамбхава, Мачіг Лабдрон, Шабдрунг.
Вгору по долині знаходиться монастир Хаа-гомпа, в якому в десятий і одинадцятий місяці тибетського календаря проводяться фестивалі цечу.
В місті також знаходиться дзонг (фортеця) Хаа.